# Estanys de Montmantell
Estanys de Montmantell är sjöar i Andorra. De ligger i parroquian La Massana, i den nordvästra delen av landet nära gränsen till Frankrike. Estanys de Montmantell ligger 2 669 meter över havet.
Sjöarna ligger nära bergstoppen Pic des Bareytes.
I trakten runt Estanys de Montmantell förekommer i huvudsak kala bergstoppar.